# Liberator
Liberator är en svensk skagrupp som bildades i Malmö 1994.  Influenserna finns såväl i klassisk "Jamaica-ska" som brittisk 2-tone, och Liberators eget sound kan beskrivas som en modern svensk version av 2-tone. Bandet har turnerat flitigt över hela Europa men är för närvarande inaktivt.

## Historia
I början var bandet ett renodlat coverband med låtar av Madness och The Beat på repertoaren, men de började snart producera eget material. Genombrottet kom med albumet This Is... 1996, och låten "Ruder Than You" spelades flitigt i radio. 
Efter EP:n Carefully Blended (1997) hoppade gitarristen Per Hedberg av bandet och ersattes av Daniel Mattison. De följande åren gavs ytterligare två album och en samlingsskiva med bland annat B-sidor ut. Bandet turnerade i Sverige och framför allt i övriga Europa, då deras största marknader har varit Nederländerna, Tyskland och Belgien.
Efter tredje albumet slutade tre av originalmedlemmarna, Erik Wesser, Peter Andersson och Johan Holmberg i bandet för att ägna tid åt familjer och civila karriärer, och nya medlemmar blev Mattias Pedersen och Robert Engstrand. Vid Malmöfestivalen 2006 stod dock åter "Liberator MkII", andra bandsättningen, på scenen. 
Med originaluppsättningen från 1997 återförenad började bandet arbeta på nytt material, och släppte 2008 EP:n Ring the Alarm på det finska bolaget Break a Leg Entertainment (BALE). Här kan man bland annat höra en cover på 1980-tals-gruppen The Assemblys hit "Never Never", samt "Rudies Don't Change".
Liberator släpper under hösten 2009 en ny fullängds-CD, Stand and Deliver, och fortsätter med denna samarbetet med BALE.

## Medlemmar
- Robert Ylipää - sång (1994-)
- Rodrigo López - bas (1994-)
- Andreas "Andyman" Sjögren - saxofon (1994-)
- Peter Andersson (Stjernfeldt) - trombon (1994-2000, 2006-)
- Erik Wesser - orgel/keyboard (1994-2000, 2006-)
- Johan Holmberg - trummor (1994-2000, 2007-)
- Mattias Pedersen - trummor (2000-2007, 2009-)
- Daniel Mattison - gitarr (1997-)

### Tidigare medlemmar
- Per Hedberg - gitarr (1994-1997)
- Robert Engstrand - orgel/keyboard (2000-2006)

## Diskografi

### Album
- 1996 – This Is... (BHR)
- 1998 – Worldwide Delivery (BHR, även utgiven i USA av Epitaph)
- 2000 – Too Much of Everything (BHR)
- 2001 – Soundchecks 95-00 (Samlingsskiva, BHR)
- 2003 – ¿Are You Liberated? (National)
- 2009 – Stand and Deliver (BALE)

### Singlar & EP
- 1995 – Freedom Fighters (EP, BHR)
- 1996 – Tell Me Tell Me (singel, BHR)
- 1997 – Carefully Blended (EP, BHR)
- 1998 – Kick de Bucket (singel, BHR)
- 1998 – Christina (singel, BHR)
- 2000 – Everybody Wants It All (singel, BHR)
- 2003 – Consequence of You (singel, National)
- 2003 – Won't Go Away (singel, National)
- 2008 – Ring the Alarm (EP, BALE)